# Jacob Adriaan Kalff

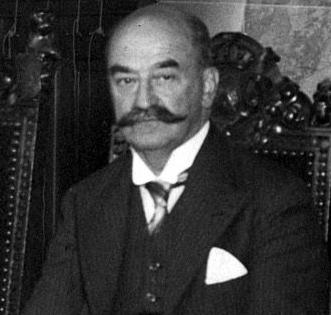
Ir. J.A. Kalff

Jacob Adriaan Kalff (Zwolle, 27 april 1869 – Wassenaar, 13 januari 1935) was een Nederlands ondernemer en politicus.
Hij volgde de opleiding civiele techniek aan de toenmalige Technische Hogeschool Delft en kreeg daarna een baan bij de Hollandsche IJzeren Spoorweg-Maatschappij. Daar kende men hem als iemand die meer hechtte aan regels en bedrijfsvoering dan aan het sociaal verkeer met de werknemers. Bekend was dat hij aan brieven van vakbonden geen aandacht schonk, maar hij was wel een erkend organisator. Hij zette zich in voor de eenwording van de diverse spoorwegorganisaties en bracht het tot directeur van spoorwegmaatschappijen en topman van de nieuwgevormde Nederlandse Spoorwegen.
Kalff was een liberaal, die als minister van Waterstaat in het tweede kabinet-Colijn weloverwogen opereerde. Aan hem werd belangrijke invloed toegedicht op de conservatief-liberale economische politiek van het crisiskabinet-Colijn. Hij bracht in 1934 de Wrakkenwet tot stand en, samen met minister Oud, de Wet inzake instelling van een verkeersfonds. Dit fonds werd gevoed uit verhogingen van de motorrijtuigen- en rijwielbelasting en was bedoeld voor overheidssteun aan alle soorten van vervoer. Kalff overleed binnen twee jaar ministerschap aan een flinke griep.

## Kalffdek
De naam van de minister leeft voort in het woord kalffdek, een begrip in de binnenvaart. Hij ergerde zich aan het overbeladen van de binnenschepen en intensiveerde in 1933 het toezicht. Om aan de toenmalige voorschriften te voldoen volstond het echter om de gangboorden te verhogen. Die verhoogde gangboorden worden kalffdekken genoemd. Op die manier kon meer lading worden meegenomen.